# Pycnandra viridifolia
Pycnandra viridifolia är en tvåhjärtbladig växtart som beskrevs av Swenson och Jérôme Munzinger. Pycnandra viridifolia ingår i släktet Pycnandra och familjen Sapotaceae. Inga underarter finns listade i Catalogue of Life.